# Bad Berka
Bad Berka is een gemeente in de Duitse deelstaat Thüringen, en maakt deel uit van de Landkreis Weimarer Land.
Bad Berka telt 7.520 inwoners.

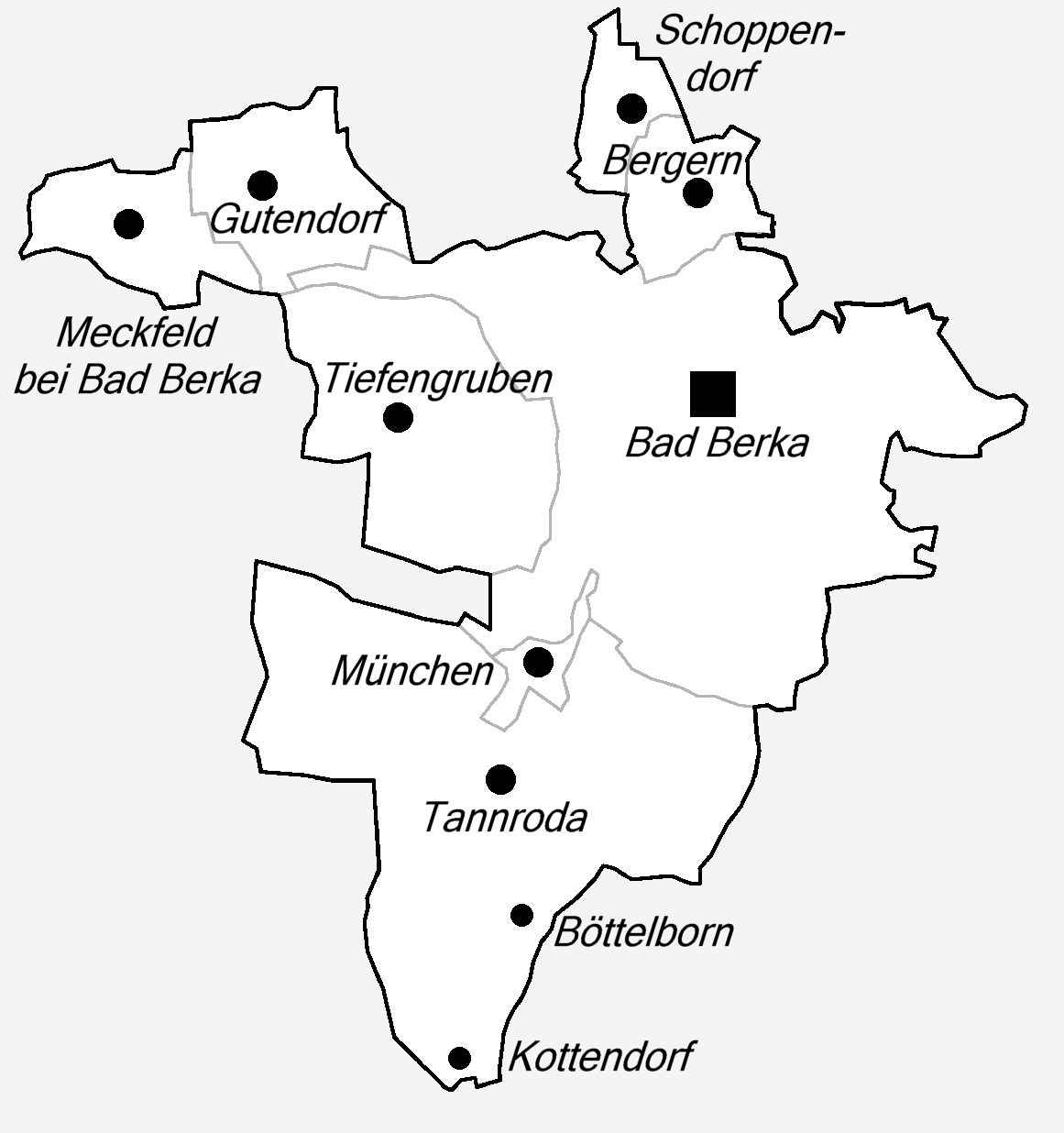
Stadsdelen van Bad Berka

De gemeente omvat naast de stad de dorpen Tannroda, Bergern, Schoppendorf, Gutendorf, Meckfeld en Tiefengruben.

## Stad

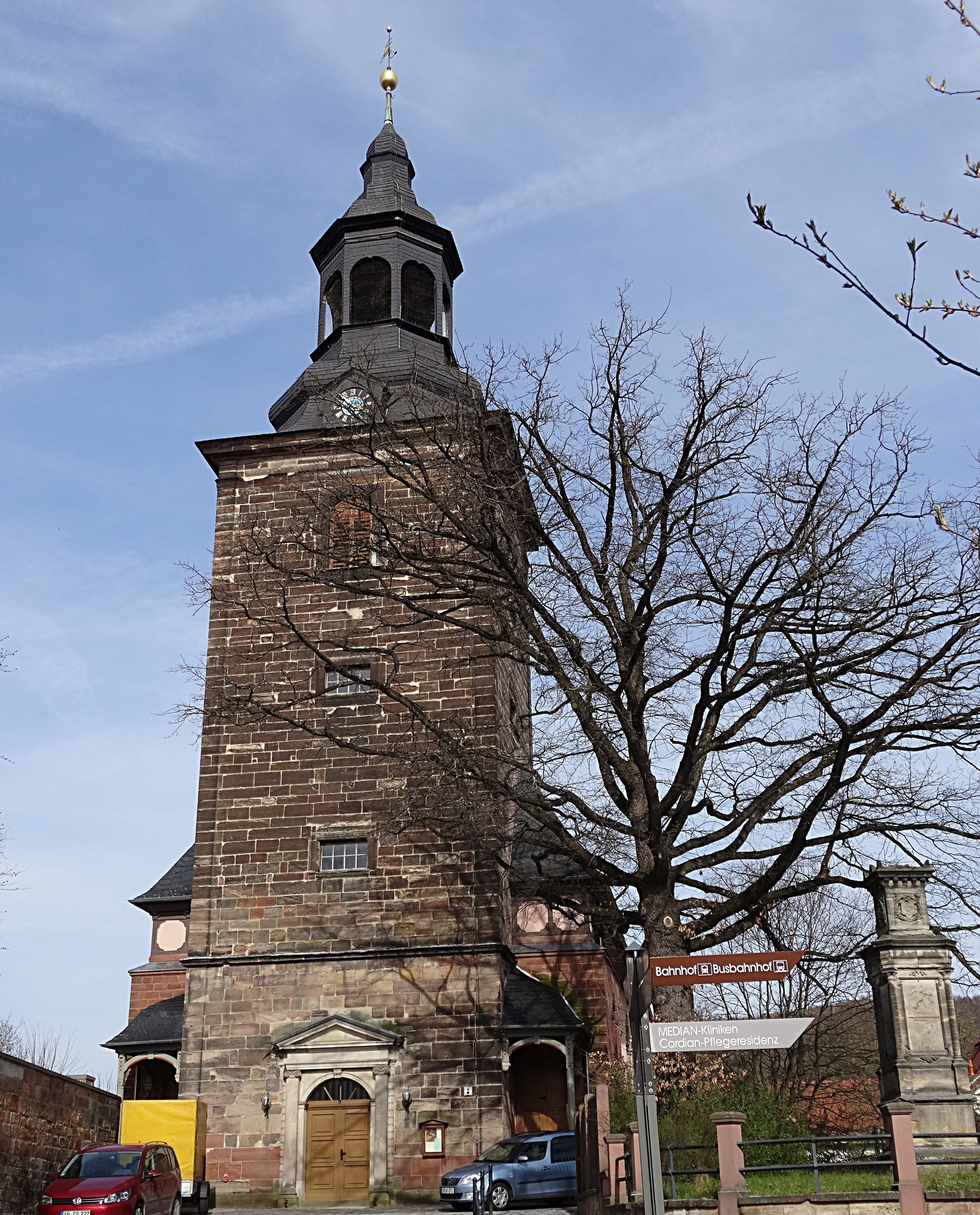
Toren van de stadskerk

De stad Bad Berka wordt voor het eerst genoemd in een oorkonde uit 1119 als Bercha. Sinds 1911 voert de stad het predicaat Bad. De evangelisch-lutherse Maria- of stadskerk is gebouwd op de fundamenten van een eerdere kloosterkerk, die in 1608 door brand verloren ging. 
Bad Berka is een kuuroord, waar zich als geneeskrachtig beschouwde minerale bronnen bevinden. In het stadje staat een algemeen ziekenhuis en daarnaast twee zogeheten kuurklinieken, waar lijders aan vele uiteenlopende ziektes terecht kunnen voor revalidatie.
Bad Berka ligt in een toeristisch aantrekkelijke, heuvelachtige streek met veel bos, waarin wandelroutes zijn uitgezet. Er lopen ook enkele langeafstands-fietsroutes langs.
Am Ettersberg ·
Apolda ·
Bad Berka ·
Bad Sulza ·
Ballstedt ·
Bechstedtstraß ·
Blankenhain ·
Buchfart ·
Daasdorf a. Berge ·
Döbritschen ·
Eberstedt ·
Ettersburg ·
Frankendorf ·
Großheringen ·
Großschwabhausen ·
Hammerstedt ·
Hetschburg ·
Hohenfelden ·
Hopfgarten ·
Ilmtal-Weinstraße ·
Isseroda ·
Kapellendorf ·
Kiliansroda ·
Kleinschwabhausen ·
Klettbach ·
Kranichfeld ·
Lehnstedt ·
Magdala ·
Mechelroda ·
Mellingen ·
Mönchenholzhausen ·
Nauendorf ·
Neumark ·
Niedertrebra ·
Niederzimmern ·
Nohra ·
Obertrebra ·
Oettern ·
Ottstedt a. Berge ·
Rannstedt ·
Rittersdorf ·
Saaleplatte ·
Schmiedehausen ·
Tonndorf ·
Troistedt ·
Umpferstedt ·
Vollersroda ·
Wiegendorf